# The Body and Soul of Tom Jones
Albums de Tom Jones
Close Up
(1972) Greatest Hits
(1973)
The Body and Soul of Tom Jones est un album studio du chanteur gallois Tom Jones, sorti en 1973. 

## Histoire
La commercialisation de cet album s'inscrit dans une période où la présence de Tom Jones se fait rare en studio. The Body and Soul of Tom Jones sort au Royaume-Uni sous le label Decca (SKL 5162) en juin 1973. La pochette du disque est illustrée d'une peinture représentant le chanteur gallois, œuvre de l'artiste américain Shel Starkman. 
L'album ne réalise qu'une performance médiocre dans les charts, ne se hissant qu'à la 31e place des ventes au Royaume-Uni et à la 93e place aux États-Unis. 

## Accueil critique

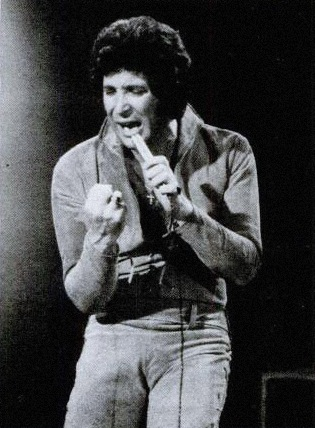
Tom Jones en 1973.

Dans sa livraison du 9 juin 1973, le magazine Billboard cite The Body and Soul of Tom Jones parmi sa sélection des meilleurs albums du moment et loue la qualité des reprises de Bill Withers par Tom Jones, ajoutant : « ce que Tom chante vous cogne sur la tête comme un marteau […]. Le son ample, brillant et puissant enveloppe Tom avec de joyeux cuivres, de douces cordes et de charmantes voix féminines […]. Si des traces de country subsistent dans certains arrangements, les sonorités quasi noires demeurent suffisamment présentes pour conserver à la musique sa dimension commerciale ». 
Selon les biographes de Tom Jones Lucy Ellis et Bryony Sutherland, « l'album était une compilation solide ; l'interprétation par Tom des morceaux du chanteur-compositeur de révélation récente Bill Withers, Ain't No Sunshine et Leon on Me, en particulier, prouvaient qu'il n'avait rien perdu de son talent. L'orchestration raffinée de Johnnie Spence surpassait largement d'autres semblables productions contemporaines, tandis que les Blossoms rivalisaient admirablement avec les volutes sensuelles des cordes ». 
À l'inverse, le critique Stephen Thomas Erlewine, sur le site AllMusic, écrit que l'album est « légèrement meilleur que le précédent, Close Up », mais que « la plupart des titres sont sans relief, seuls les succès mineurs Letter to Lucille et If Loving You Is Wrong (I Don't Wanna Be Right) se démarquant dans cette médiocrité ».

## Liste des titres
1. Runnin' Bear (Jiles Perry Richardson) - 3:47
2. Ain't No Sunshine When She's Gone (Bill Withers) - 2:36
3. (If Loving You Is Wrong) I Don't Want to Be Right	(Homer Banks, Carl Hampton, Raymond Jackson) - 3:26
4. Since I Loved You Last (Leon N. Carr, Earl S. Shuman) - 3:19
5. Lean on Me (Bill Withers) - 4:01
6. Letter to Lucille	(Tony Macaulay) - 3:02
7. Today I Started Loving You Again (Merle Haggard, Bonnie Owens) - 3:10
8. I'll Share My World with You (Ben Wilson) - 2:53
9. I Still Love You Enough (to Love You All Over Again) (Ricci Mareno) - 3:10
10. Ballad of Billie Joe (Charlie Rich) - 3:58[4]